# Troglohyphantes marqueti
Troglohyphantes marqueti là một loài nhện trong họ Linyphiidae. Chúng được Eugène Simon miêu tả năm 1884.

## Phân loài
- Troglohyphantes marqueti pauciaculeatus (Simon, 1929)